# Клаллем-Бей (Вашингтон)
Клаллем-Бей (англ. Clallam Bay) — переписна місцевість (CDP) в США, в окрузі Клеллам штату Вашингтон. Населення — 386 осіб (2020).

## Географія
Клаллем-Бей розташований за координатами 48°15′13″ пн. ш. 124°15′28″ зх. д. / 48.25361° пн. ш. 124.25778° зх. д. (48.253517, -124.257798).  За даними Бюро перепису населення США в 2010 році переписна місцевість мала площу 1,46 км², уся площа — суходіл.

### Клімат
Місто знаходиться у зоні, котра характеризується морським кліматом. Найтепліший місяць — серпень із середньою температурою 13.6 °C (56.4 °F). Найхолодніший місяць — січень, із середньою температурою 3.6 °С (38.4 °F).
| Клімат Клаллем-Бей      | Клімат Клаллем-Бей | Клімат Клаллем-Бей | Клімат Клаллем-Бей | Клімат Клаллем-Бей | Клімат Клаллем-Бей | Клімат Клаллем-Бей | Клімат Клаллем-Бей | Клімат Клаллем-Бей | Клімат Клаллем-Бей | Клімат Клаллем-Бей | Клімат Клаллем-Бей | Клімат Клаллем-Бей | Клімат Клаллем-Бей |
| Показник                | Січ.               | Лют.               | Бер.               | Квіт.              | Трав.              | Черв.              | Лип.               | Серп.              | Вер.               | Жовт.              | Лист.              | Груд.              | Рік                |
| Абсолютний максимум, °C | 15                 | 18,3               | 21,7               | 27,2               | 31,7               | 34,4               | 37,8               | 33,3               | 32,2               | 26,7               | 20                 | 25,6               | 37,8               |
| Середній максимум, °C   | 6,8                | 8,6                | 10,1               | 12,8               | 15,1               | 16,8               | 18,2               | 18,4               | 18                 | 14,7               | 10,3               | 8,1                | 13,2               |
| Середня температура, °C | 3,6                | 4,6                | 5,7                | 7,8                | 10                 | 12,2               | 13,3               | 13,6               | 12,5               | 9,7                | 6,5                | 4,8                | 8,7                |
| Середній мінімум, °C    | 0,4                | 0,8                | 1,3                | 2,9                | 5                  | 7,5                | 8,4                | 8,6                | 7,1                | 4,8                | 2,6                | 1,5                | 4,2                |
| Абсолютний мінімум, °C  | −13,9              | −10,6              | −7,8               | −8,3               | −1,7               | −1,1               | 1,1                | 0,6                | −1,7               | −6,7               | −12,2              | −11,1              | −13,9              |
| Норма опадів, мм        | 397                | 274                | 248                | 126                | 81                 | 53                 | 50                 | 34                 | 69                 | 211                | 355                | 375                | 2274               |
| Днів з опадами          | 19                 | 16                 | 16                 | 14                 | 10                 | 9                  | 6                  | 6                  | 8                  | 15                 | 18                 | 21                 | 158                |
| ----------------------- | ------------------ | ------------------ | ------------------ | ------------------ | ------------------ | ------------------ | ------------------ | ------------------ | ------------------ | ------------------ | ------------------ | ------------------ | ------------------ |
| Джерело: Weatherbase    |                    |                    |                    |                    |                    |                    |                    |                    |                    |                    |                    |                    |                    |

## Демографія
Згідно з переписом 2010 року, у переписній місцевості мешкали 363 особи в 184 домогосподарствах у складі 91 родини. Густота населення становила 248 осіб/км².  Було 276 помешкань (188/км²).
Расовий склад населення:
| - 73,3 % — білих - 14,3 % — корінних американців - 1,1 % — азіатів - 0,3 % — вихідців з тихоокеанських островів - 0,3 % — чорних або афроамериканців - 5,5 % — осіб інших рас |

До двох чи більше рас належало 5,2 %. Частка іспаномовних становила 12,4 % від усіх жителів.
За віковим діапазоном населення розподілялося таким чином: 20,7 % — особи молодші 18 років, 61,4 % — особи у віці 18—64 років, 17,9 % — особи у віці 65 років та старші. Медіана віку мешканця становила 45,8 року. На 100 осіб жіночої статі у переписній місцевості припадало 114,8 чоловіків;  на 100 жінок у віці від 18 років та старших — 107,2 чоловіків також старших 18 років.
За межею бідності перебувало 49,7 % осіб, у тому числі 50,0 % дітей у віці до 18 років та 47,0 % осіб у віці 65 років та старших.
Цивільне працевлаштоване населення становило 160 осіб. Основні галузі зайнятості: освіта, охорона здоров'я та соціальна допомога — 55,6 %, інформація — 15,0 %, сільське господарство, лісництво, риболовля — 10,6 %, оптова торгівля — 8,8 %.